# 2016년 6월
| 2016년: 1월 · 2월 · 3월 · 4월 · 5월 · 6월 · 7월 · 8월 · 9월 · 10월 · 11월 · 12월 |

| \| 2016년 6월 1일 (수요일) \| \| 편집 \| |  |      |
| 사회 - 대한민국의 수도 서울특별시의 주민등록기준 인구수가 1988년 이후 28년여 만에 1000만명 이하가 되었다. 토목 - 57km 길이의 세계최장 고트하르트 베이스 터널이 개통되었다. 이전에 가장 길었던 일본 세이칸 터널 보다 약 3.1km 더 길다. 스포츠 - 울리 슈틸리케 감독이 이끄는 대한민국 축구 대표팀이 스페인에 6-1로 패하였다. |  |      |
| 2016년 6월 1일 (수요일) |  | 편집 |

| 2016년 6월 1일 (수요일) |  | 편집 |

| \| 2016년 6월 2일 (목요일) \| \| 편집 \|                                      |  |      |
| 스포츠 - 2018년 동계 올림픽과 패럴림픽 마스코트인 수호랑과 반다비가 공개됐다. |  |      |
| 2016년 6월 2일 (목요일)                                                       |  | 편집 |

| 2016년 6월 2일 (목요일) |  | 편집 |

| \| 2016년 6월 3일 (금요일) \| \| 편집 \|                           |  |      |
| 부고 - 미국의 권투 선수 무하마드 알리가 향년 74세로 숨을 거두었다. |  |      |
| 2016년 6월 3일 (금요일)                                            |  | 편집 |

| 2016년 6월 3일 (금요일) |  | 편집 |

| \| 2016년 6월 4일 (토요일) \| \| 편집 \|                                     |  |      |
| 스포츠 - 프랑스 오픈 여자 단식 결승 경기에서 가르비네 무구루사가 우승하였다. |  |      |
| 2016년 6월 4일 (토요일)                                                      |  | 편집 |

| 2016년 6월 4일 (토요일) |  | 편집 |

| \| 2016년 6월 5일 (일요일) \| \| 편집 \|                                                                                                   |  |      |
| 스포츠 - 테니스 선수 노바크 조코비치가 프랑스 오픈에서 우승하며 4대 메이저 대회에서 모두 한 번씩 우승하는 커리어 그랜드 슬램을 달성하였다. |  |      |
| 2016년 6월 5일 (일요일) |  | 편집 |

| 2016년 6월 5일 (일요일) |  | 편집 |

| \| 2016년 6월 6일 (월요일) \| \| 편집 \|                                                            |  |      |
| 사고 - 대한민국 인천국제공항에서 UPS 소속 화물기가 이륙 도중 활주로에 고꾸라지는 사고가 발생하였다. |  |      |
| 2016년 6월 6일 (월요일)                                                                             |  | 편집 |

| 2016년 6월 6일 (월요일) |  | 편집 |

| \| 2016년 6월 7일 (화요일) \| \| 편집 \| |  |      |
|                                          |  |      |
| 2016년 6월 7일 (화요일)                  |  | 편집 |

| 2016년 6월 7일 (화요일) |  | 편집 |

| \| 2016년 6월 8일 (수요일) \| \| 편집 \| |  |      |
|                                          |  |      |
| 2016년 6월 8일 (수요일)                  |  | 편집 |

| 2016년 6월 8일 (수요일) |  | 편집 |

| \| 2016년 6월 9일 (목요일) \| \| 편집 \|                                |  |      |
| 정치 - 대한민국 제20대 국회 전반기 국회의장에 정세균 의원이 선출되었다. |  |      |
| 2016년 6월 9일 (목요일)                                                 |  | 편집 |

| 2016년 6월 9일 (목요일) |  | 편집 |

| \| 2016년 6월 10일 (금요일) \| \| 편집 \| |  |      |
|                                           |  |      |
| 2016년 6월 10일 (금요일)                  |  | 편집 |

| 2016년 6월 10일 (금요일) |  | 편집 |

| \| 2016년 6월 11일 (토요일) \| \| 편집 \| |  |      |
|                                           |  |      |
| 2016년 6월 11일 (토요일)                  |  | 편집 |

| 2016년 6월 11일 (토요일) |  | 편집 |

| \| 2016년 6월 12일 (일요일) \| \| 편집 \|                                                            |  |      |
| - 미국 플로리다 올랜도 나이트클럽 총기 난사 사건이 발생해 최소 50명이 사망하고 52명이 부상을 입었다. |  |      |
| 2016년 6월 12일 (일요일)                                                                             |  | 편집 |

| 2016년 6월 12일 (일요일) |  | 편집 |

| \| 2016년 6월 13일 (월요일) \| \| 편집 \|                                       |  |      |
| 국제 관계 - 피지의 피터 톰슨 유엔 대사가, 유엔 총회에서 새 의장으로 선출되었다. |  |      |
| 2016년 6월 13일 (월요일)                                                        |  | 편집 |

| 2016년 6월 13일 (월요일) |  | 편집 |

| \| 2016년 6월 14일 (화요일) \| \| 편집 \| |  |      |
|                                           |  |      |
| 2016년 6월 14일 (화요일)                  |  | 편집 |

| 2016년 6월 14일 (화요일) |  | 편집 |

| \| 2016년 6월 15일 (수요일) \| \| 편집 \| |  |      |
|                                           |  |      |
| 2016년 6월 15일 (수요일)                  |  | 편집 |

| 2016년 6월 15일 (수요일) |  | 편집 |

| \| 2016년 6월 16일 (목요일) \| \| 편집 \| |  |      |
| 정치 - 대한민국 2016년 국회의원 선거 당시 소속 정당에서 탈당하여 무소속으로 출마하였던 강길부·유승민·안상수·윤상현이 새누리당으로 복당했다. - 영국의 노동당 소속 정치인 조 콕스가 총격 피습을 당하여, 사건 한 시간만에 사망하였다. |  |      |
| 2016년 6월 16일 (목요일) |  | 편집 |

| 2016년 6월 16일 (목요일) |  | 편집 |

| \| 2016년 6월 17일 (금요일) \| \| 편집 \|                                                             |  |      |
| 스포츠 - 국제육상경기연맹(IAAF)이 도핑에 연루된 러시아 육상선수 국제경기 출전 금지 연장하기로 하였다. |  |      |
| 2016년 6월 17일 (금요일)                                                                              |  | 편집 |

| 2016년 6월 17일 (금요일) |  | 편집 |

| \| 2016년 6월 18일 (토요일) \| \| 편집 \|                                                          |  |      |
| 재해 - 중국 남부 지방에 폭우와 홍수로 인하여 최소 25명이 사망하고, 33,000명의 이재민이 발생하였다. |  |      |
| 2016년 6월 18일 (토요일)                                                                           |  | 편집 |

| 2016년 6월 18일 (토요일) |  | 편집 |

| \| 2016년 6월 19일 (일요일) \| \| 편집 \| |  |      |
|                                           |  |      |
| 2016년 6월 19일 (일요일)                  |  | 편집 |

| 2016년 6월 19일 (일요일) |  | 편집 |

| \| 2016년 6월 20일 (월요일) \| \| 편집 \|                                                                           |  |      |
| 정치 - 제65대 이탈리아 로마 시장 선거에서 오성운동의 후보 비르지니아 래지가 당선되었다. 로마 사상 첫 여성 시장이다. |  |      |
| 2016년 6월 20일 (월요일)                                                                                            |  | 편집 |

| 2016년 6월 20일 (월요일) |  | 편집 |

| \| 2016년 6월 21일 (화요일) \| \| 편집 \| |  |      |
|                                           |  |      |
| 2016년 6월 21일 (화요일)                  |  | 편집 |

| 2016년 6월 21일 (화요일) |  | 편집 |

| \| 2016년 6월 22일 (수요일) \| \| 편집 \|                                       |  |      |
| 과학 - 인도우주연구기구(ISRO)가 인공위성 20기의 동시발사에 성공하였다고 밝혔다. |  |      |
| 2016년 6월 22일 (수요일)                                                        |  | 편집 |

| 2016년 6월 22일 (수요일) |  | 편집 |

| \| 2016년 6월 23일 (목요일) \| \| 편집 \|                                              |  |      |
| 재해 - 중국 장쑤성에 토네이도가 발생하여 최소 98명이 사망하고 846명의 부상자가 나왔다. |  |      |
| 2016년 6월 23일 (목요일)                                                               |  | 편집 |

| 2016년 6월 23일 (목요일) |  | 편집 |

| \| 2016년 6월 24일 (금요일) \| \| 편집 \|                                          |  |      |
| 경제 - 영국 유럽 연합 회원국 국민투표 결과 영국의 유럽 연합(EU) 탈퇴가 결정되었다. |  |      |
| 2016년 6월 24일 (금요일)                                                           |  | 편집 |

| 2016년 6월 24일 (금요일) |  | 편집 |

| \| 2016년 6월 25일 (토요일) \| \| 편집 \|        |  |      |
| 과학 - 필리핀에서 새로운 종의 난초가 발견되었다. |  |      |
| 2016년 6월 25일 (토요일)                         |  | 편집 |

| 2016년 6월 25일 (토요일) |  | 편집 |

| \| 2016년 6월 26일 (일요일) \| \| 편집 \| |  |      |
| 스포츠 - 코파 아메리카 센테나리오 결승전에서 칠레가 0:0 무승부 이후 승부차기(4-2) 끝에 우승하였다. 연예 - 대한민국의 배우 김성민이 뇌사 판정 후 5명에게 장기기증을 하고, 향년 43세로 세상을 떠났다. 사고 - 중국 후난성에서 버스가 추돌 사고 뒤 화재가 발생하여 최소 35명이 사망하였다. |  |      |
| 2016년 6월 26일 (일요일) |  | 편집 |

| 2016년 6월 26일 (일요일) |  | 편집 |

| \| 2016년 6월 27일 (월요일) \| \| 편집 \|                       |  |      |
| 부고 - 미국의 미래학자인 앨빈 토플러가 향년 87세로 숨을 거뒀다. |  |      |
| 2016년 6월 27일 (월요일)                                        |  | 편집 |

| 2016년 6월 27일 (월요일) |  | 편집 |

| \| 2016년 6월 28일 (화요일) \| \| 편집 \| |  |      |
| 문화 - 조선민주주의인민공화국이 개성시 북동부에서 왕릉 2개를 발견해 숙릉과 주릉으로 확증되었다고 발표하였다. 사고 - 페루 마추픽추에서 사진을 찍어주던 한국인 관광객이 곡타폭포에서 추락해 사망하였다. |  |      |
| 2016년 6월 28일 (화요일) |  | 편집 |

| 2016년 6월 28일 (화요일) |  | 편집 |

| \| 2016년 6월 29일 (수요일) \| \| 편집 \|                                                                                       |  |      |
| 정치 - 조선민주주의인민공화국이 헌법개정 통해 국방위원회를 국무위원회로 개편하고, 김정은 제1위원장을 국무위원장으로 추대하였다. |  |      |
| 2016년 6월 29일 (수요일) |  | 편집 |

| 2016년 6월 29일 (수요일) |  | 편집 |

| \| 2016년 6월 30일 (목요일) \| \| 편집 \| |  |      |
| 정치 - 필리핀에서 로드리고 두테르테 16대 대통령이 취임하였다. 법학 - 대한민국 헌법재판소는 언론인의 선거운동을 금지한 공직선거법에 대하여 위헌으로 결정했다. |  |      |
| 2016년 6월 30일 (목요일) |  | 편집 |

| 2016년 6월 30일 (목요일) |  | 편집 |

| <          | 2016년 6월 | 2016년 6월 | 2016년 6월  | 2016년 6월 | 2016년 6월 | >          |
| 일         | 월         | 화         | 수          | 목         | 금         | 토         |
|            |            |            | 1 4.26 갑인 | 2 27 을묘  | 3 28 병진  | 4 29 정사  |
| 5 5.1 무오 | 6 2 기미   | 7 3 경신   | 8 4 신유    | 9 5 임술   | 10 6 계해  | 11 7 갑자  |
| 12 8 을축  | 13 9 병인  | 14 10 정묘 | 15 11 무진  | 16 12 기사 | 17 13 경오 | 18 14 신미 |
| 19 15 임신 | 20 16 계유 | 21 17 갑술 | 22 18 을해  | 23 19 병자 | 24 20 정축 | 25 21 무인 |
| 26 22 기묘 | 27 23 경진 | 28 24 신사 | 29 25 임오  | 30 26 계미 |            |            |

| - 6월 3일 : 무하마드 알리 - 6월 16일 : 조 콕스 - 6월 26일 : 김성민 (1973년) - 6월 27일 : 앨빈 토플러 편집하기 |